# Leptotyphlops affinis
Leptotyphlops affinis este o specie de șerpi din genul Leptotyphlops, familia Leptotyphlopidae, descrisă de Boulenger 1884. Conform Catalogue of Life specia Leptotyphlops affinis nu are subspecii cunoscute.